# Charles Pisot
Charles Pisot (Obernai, Alsácia, 2 de março de 1910 – Paris, 7 de março de 1984) foi um matemático francês. É conhecido principalmente como um dos primeiros investigadores do conjunto numérico associado com seu nome, o número de Pisot–Vijayaraghavan.
Estudou na Escola Normal Superior de Paris, onde foi recebido na agrégation em 1932. Iniciou sua carreira acadêmica na Universidade de Bordeaux, antes de ser-lhe oferecida uma cátedra na École Polytechnique. Foi membro do Nicolas Bourbaki.